# لا مادلين سوس مونتريول
لا مادلين سوس مونتريول (بالفرنسية: La Madelaine-sous-Montreuil)‏ هي بلدية تقع في إقليم باد كاليه من منطقة نور با دو كاليه في شمال فرنسا. تبلغ مساحة هذه المدينة 2.46 (كم²)، وترتفع عن سطح البحر 5 م، يبلغ عدد سكانها 173 نسمة حسب إحصاء المعهد الوطني للإحصاء والدراسات الاقتصادية سنة 2009 م. وترأس André Kerleveo البلدية خلال فترة (2008-2014).